# Leverkusen
Leverkusen là một thành phố trong bang Nordrhein-Westfalen của nước Đức. Thành phố có diện tích 78,85 kilômét vuông, dân số thời điểm đến  năm 2023 là 166.414 người. Thành phố nằm ở phía đông sông Rhine, tiếp giáp với Köln và cách không xa Düsseldorf. Thành phố có sân vận động BayArena là sân nhà của đội bóng nhiều lần tham dự Bundesliga là Bayer Leverkusen.